# Дрињача
Дрињача је лева притока реке Дрине, у коју се улива код истоименог насеља Дрињача, 15,5 km узводно од Зворника, Република Српска, БиХ. Извире испод планине Коњух. Дуга је 77 km са површином слива од 1.875 km². Главне притоке су јој Јадар и Тишћа. Дуж њеног тока иде асфалтни пут који повезује Власеницу са Зворником и Кладњом. Сливно подручје Дрињаче обилује шумом, пашњацима, налазиштима боксита и неметала.